# 刘志刚 (1946年)
刘志刚（1946年9月—），男性，汉族，湖南省邵阳县岩口铺镇石脚村人，中共党员，中华人民共和国政治人物:640。

## 生平
刘志刚早年在邵陽師範專科學校（今邵阳学院）中文科学习，1972年毕业后回到家乡，成为邵阳县第一中学的一名教师，1984年升职成为邵阳县第十一中学校长。后来从政，先后担任邵阳县教育局（教委）副局长、县教委主任、县人民政府副县长:488。
1987年，刘志刚调任武冈县，担任武冈县人民政府副县长，1992年升任中共武冈县委副书记、县人民政府县长等职务:149-150，武冈于1994年撤县建市后，刘氏出任武冈市首任市长:52，其后于1995年升任中共武冈市委书记:48，在此期间，他因为对市内法律知识普及工作做出贡献，于1995年被评为全国“二五”普法先进个人:123，又因为对武冈市内教育发展做出贡献，于1997年4月获中共湖南省委、省人民政府表彰为湖南省“教育功臣”。
1997年，刘志刚离开武冈，出任邵阳市人民政府秘书长，后升任中共邵阳市委常委、政法委员会书记:640、邵阳市政协主席，直到2007年卸任，卸任后，他继续以邵阳市教育基金会理事长等身份活躍於邵阳市。